# Abu Talal
Abu Talal (1957-1995, også Abu Talal Al-Qasimy, Talal al-Qasimy, Tal'at Fuat Kasem, Tal'at Quasim, Talat Fouad Qassem, Talat Fouad Kasem, Talal Fuat Kasem)
var en egyptisk leder i terrororganisationen al-Gama'a al-Islamiyya, der havde politisk asyl i Danmark.
Abu Talal formede i 1970'erne en gruppe ved universitetet i Minya, der blandt andet var inspireret af Sayyid Qutbs skrifter, og som pressede universitetet til kønsopdeling og etablering af en moske.
Omkring 1977-1978 etablerede aktivisterne organisationen al-Gama'a al-Islamiyya.
Den egyptiske præsident, Anwar Sadat, blev i 1981 myrdet af Khalid al-Islamibuli, der var rekrutteret af al-Gama'a al-Islamiyya.
To uger før var Abu Talal blevet arresteret, og han blev ved den efterfølgende retssag idømt 7 års fængsel for involvering i mordet.
Han sad dog i 8 år, før han flygtede via Sudan til Pakistan og Afghanistan.
I fængslet havde han fået kontakt til Ayman al-Zawahiri og andre militante islamister.
I Peshawar i Pakistan begyndte Abu Talal at udgive organisationens magasin, Al-Murabitun.
Dets første nummer havde titlen "Terror er måden at konfrontere Guds fjender på".
I Pakistan var han også involveret i oprettelse af sharia-domstole, (mahkama shari'yya) der udstedte dødstraffe til andre egyptere. En af disse resulterede i Farag Fodas død.
I de følgende år blev han trænet i militante operationer, men da Egypten pressede Pakistan til at udlevere ham, flygtede han til Danmark.
Presset fra Egypten kom, efter al-Gama'a al-Islamiyya i samarbejde med al-Qaeda havde forsøgt at myrde den egyptiske leder Hosni Mubarak under hans besøg i Addis Abeba.

## Dansk asyl
Den 6. maj 1992 kom Abu Talal til Danmark, og senere fik han politisk asyl.
I november 1993 blev han interviewet i København og fortalte åbent sin historie. Interviewet blev udgivet i tidsskriftet Middle East Report i begyndelsen af 1996.
Under sit ophold i Danmark havde Abu Talal også forbindelse til tre arabere i Århus, der blev anklaget for terrorisme i den såkaldte Egypter-sag.
Han plejede også omgang med dansk-marokkaneren Said Mansour, "Boghandleren fra Brønshøj", der i 2007 blev dømt for opfordring til terrorisme.
Selv prædikede Abu Talal i den københavnske Tauba-moske på Vesterbrogade, hvor han talte for hellig krig i Palæstina og Bosnien.
Prædikerne påvirkede blandt andet den marokkanske dansker Omar Maarouf, der 10 år senere blev dømt til døden ved en terrorretssag i Marokko.
Mens Abu Talal boede i Danmark, var han "genstand for betydelig opmærksomhed fra Politiets Efterretningstjenestes side".
Under Bill Clintons præsidentperiode begyndte USA at udføre hemmelige operationer i et fangeprogram, og Abu Talal blev den 22. september 1995 det første mål for disse ekstraordinære operationer.
I en CIA-operation blev han tilbageholdt i Kroatien og overført til Egypten.
I Egypten blev han øjensynligt henrettet.
Abu Talal var selv rejst til borgerkrigen i Eksjugoslavien. Hvad han præcist skulle dernede, foreligger der forskellige udsagn om.
Abu Talals kone og børn fortsatte med at bo i Danmark.

## Omtale af sagen
Ifølge officiel information henlagde det danske Udenrigsministerium sagen i 1999.
Først i midten af 2000'erne fik offentligheden videre kendskab til Abu Talals skæbne.
Human Rights Watch omtalte sagen i maj 2005.
Dele af sagen kom også frem, da det italienske politi i 2005 efterforskede en lignende sag med en bortførelse i Milano i 2003 af egypteren Abu Omar.
Senere bekræftede CIA-chefen Michael Schuler sammen med flere andre CIA-chefer, at CIA var involveret, og at CIA udleverede ham til Egypten.
Efterfølgende er Abu Talal-sagen indgået i en diskussion, der har indeholdt flere aspekter.
Dels er det blevet hævdet, at danske myndigheder kendte til CIA-operationen, selv om flere danske regeringer har hævdet ikke at kende til fangeprogrammet,
dels har der været diskussion om Danmark som helle for internationale islamistiske terrorister i 1990'erne.
En af de første bøger, der beskæftigede sig med sagen, var Lorenzo Vidinos Al-Qaeda i Europa fra 2005, udgivet i Danmark i 2006.
Senere i 2009 brugte journalisten Morten Skjoldager et kapitel på Abu Talal i sin bog Truslen indefra om islamistiske terrorisme.
Også Matias Seidelin beskrev sagen i sin bog fra 2012, Allahs danske krigere.

## Henvisning
1. ↑  Jytte Klausen. The Cartoons That Shook The World (PDF). Yale University Press.{{cite book}}:  CS1-vedligeholdelse: url-status (link)
2. 1 2 3  Kasper Krogh (21. oktober 2007). "Abu Talal - fundamentalisten der forsvandt fra Danmark". Berlingske.
3. 1 2 3  Hisham Mubarak (1996). "What does the Gama's Islamiyya want? An interview with Tal'at Fu'ad Qasim". Middle East Report (198).
4. ↑  Morten Skjoldager (2009). Truslen indefra: De danske terrorister. Lindhardt og Ringhof. ISBN 978-87-11-43356-0. Side 65.
5. ↑  Michael Burleigh (2008). Terror: Terrorismens historie fra de irske feniere til al-Qaeda. Lindhardt og Ringhof. ISBN 978-87-11-31873-7.
6. ↑  Skjoldager (2009) side 66.
7. 1 2 3  Morten Skjoldager (22. oktober 2007). "Danmark husede højtstående terrorister i 90'erne". Politiken.
8. ↑  Michael Taarnby Jensen (2006). Jihad in Denmark: An Overview and Analysis of Jihadi Activity in Denmark 1990-2006 (PDF). Dansk Institut for Internationale Studier. ISBN 87-7605-176-5. Arkiveret fra originalen (PDF) 16. marts 2014. Hentet 15. marts 2014.
9. ↑  Ann-Sophie Hemmingsen (2012). Anti-demokratiske og voldsfremmende miljøer i Danmark, som bekender sig til islamistisk ideologi: Hvad ved vi? (Anti-democratic and violence-promoting environments in Denmark that subscribe to Islamist ideologies: What do we know?) (PDF). Dansk Institut for Internationale Studier. ISBN 978-87-7605-525-7.{{cite book}}:  CS1-vedligeholdelse: url-status (link)
10. ↑  Stéphanie Surrugue, Fikré El-Gourfti og Peter Hove Olesen (27. mar. 2004). "På dødsgangen uden beviser". Politiken.
11. ↑  krja (7. februar 2008). "Mystik om forsvundet egypter". TV2. Arkiveret fra originalen 15. september 2015. Hentet 20. marts 2013.
12. ↑  Stephen Grey. "Rendition: Updates". PBS.
13. 1 2  pmol (11. december 2005). "CIA bortførte måske dansk-egypter". TV2 Nyhederne.
14. ↑  "Black Hole. Kapitel V. Bad Precedent: The 1995 and 1998 Renditions". Human Rights Watch. 10. maj 2005.
15. ↑  Claus Blok Thomsen (20. oktober 2007). "CIA's første bortførte fange kom fra Danmark". Politiken.
16. ↑  Lorenzo Vidino (2006). Al-Qaeda i Europa. Gyldendal. ISBN 9788702047288.
17. ↑  Morten Skjoldager (2009). Truslen indefra — de danske terrorister. Lindhardt og Ringhof.
18. ↑  Anders Jerichow (3. november 2012). "Journalist kaster lys på et mørkelagt kapitel i dansk historie i ny bog". Politiken.